# Tepui
I tepui sono un'ecoregione dell’ecozona neotropicale, appartenente al bioma delle foreste pluviali di latifoglie tropicali e subtropicali, indicate dal WWF con il codice NT0169.

## Territorio
Il tepui o tepuy (pronuncia tepuì) è un tipo di montagna a cima piatta (simile alla mesa) che si trova solo nell'altopiano della Guayana in America del sud, specialmente in Venezuela presso il confine con il Brasile e la Guyana. La parola "tepui" significa casa degli Dei nella lingua dei Pemon, gli indigeni che abitano la Gran Sabana. I tepui sono generalmente isolati e non collegati in catene montuose, e l'isolamento di cui hanno goduto per milioni di anni ha favorito lo sviluppo di fauna e flora endemica. Alcuni dei più importanti sono Autana, Auyantepui e il monte Roraima. Sono composti da blocchi di arenaria e quarzite del periodo Precambriano. Da quello di Auyantepui origina la cascata di Salto Angel, la più alta del pianeta.

### Morfologia

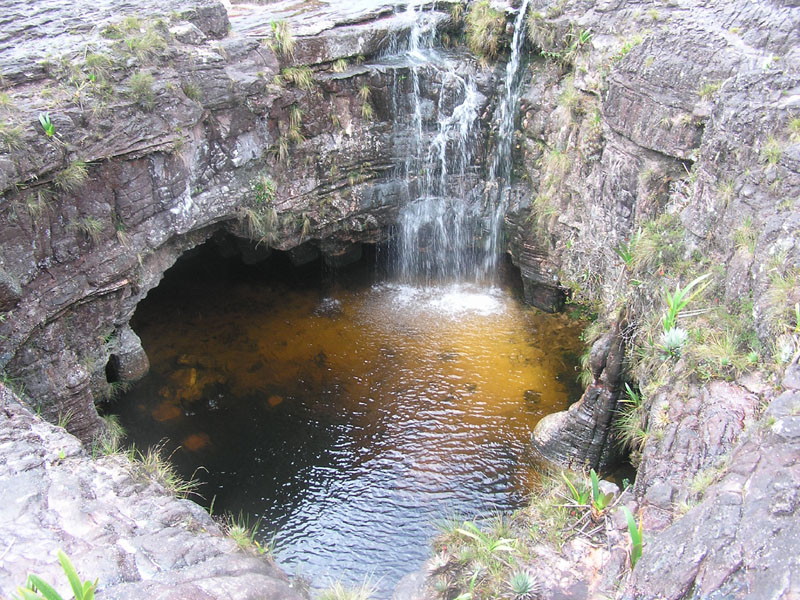
Un "cenote"

Queste grandi montagne sono ciò che rimane dei vasti altopiani di arenaria che un tempo coprivano la base di granito tra la foresta amazzonica e il fiume Orinoco, nonché tra la costa atlantica e il Rio Negro. Con il passare del tempo l'altopiano venne eroso, e dai monadnock rimasti si formarono i tepui. A causa della loro età geologica, alcuni mostrano caverne tipiche in rocce solubili nell'acqua come il calcare. Quella di Abismo Guy Collet è la più profonda caverna in quarzite. Alcuni tepui hanno dei cenote profondi e larghi fino a 300 metri, scavati dall'acqua nelle grotte il cui soffitto ha ceduto nel tempo. 
Il più vasto sistema di grotte nelle quarziti dei Tepui è quello della grotta di Imawarì Yeuta (“La casa degli dei” in lingua Pemòn), nel Parque Nacional Canaima, che supera i 20 km di sviluppo. Questo sistema è stato scoperto nel 2013 durante una spedizione esplorativa internazionale congiunta tra il team venezuelano Teraphosa di Puerto Ordaz, guidato dallo speleologo Freddy Vergara, e l’associazione italiana La Venta Esplorazioni Geografiche guidata dal geologo e speleologo Francesco Sauro.

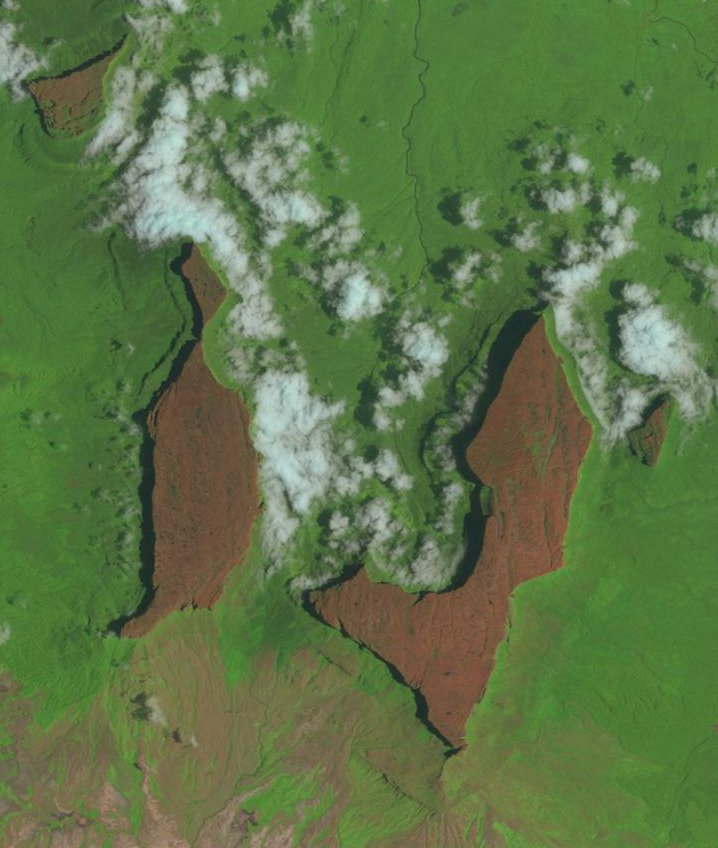
I tepui si stagliano nettamente al di sopra della savana, ripresa dal satellite Landsat

Secondo la teoria generale che spiega la formazione di queste strutture estremamente particolari proposta nel 2013, i tepui sono la parte non erosa dell'antica copertura dello Scudo della Guiana risalente al periodo Archeano. L'area degli odierni tepui all'epoca sarebbe stata sul fondo di depressioni riempite da acqua meteorica che percolava trasportando silice dal letto laterizzato dei bacini. Queste infiltrazioni di silice hanno pietrificato le zone immediatamente sotto i bacini e sono penetrate negli strati calcarei sottostanti, causando la formazione delle cavità sub-orizzontali osservabili ora, sostenute da occasionali colonne di silice. Quando l'erosione ha dilavato il rimanente materiale, le aree pietrificate, che prima si trovavano sul fondo dei laghi, sono emerse, essendo in grado di resistere all'erosione.
Nella Gran Sabana, nella regione sud-orientale del Venezuela, vi sono 115 tepui, la maggior parte dei quali si trova nella zona di confine tra Venezuela, Brasile e Guyana.

### Tepui noti
Tra i 115 tepui, i più noti sono:

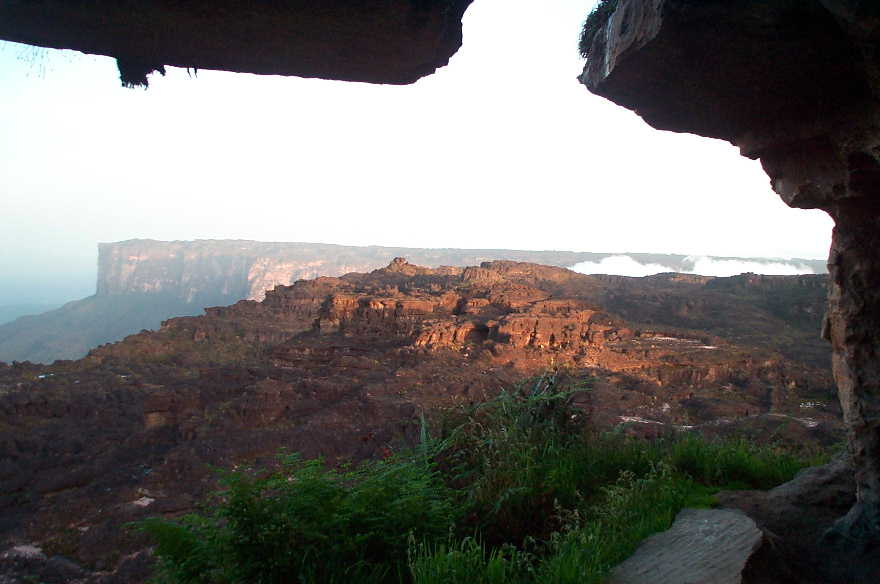
Panorama del tepui Kukenan

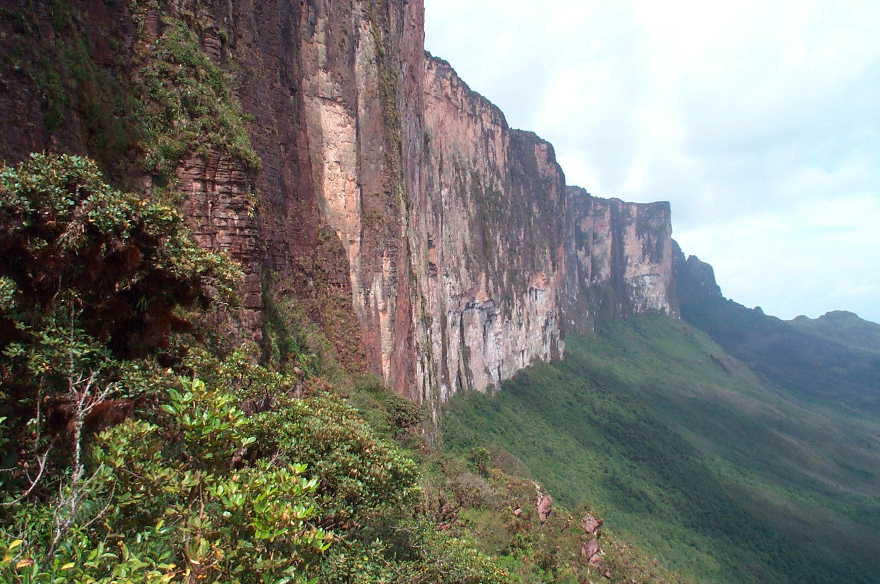
Il monte Roraima

- Auyantepui, il più esteso con una superficie di 700 km². Le cascate di salto Angel scorrono attraverso un canale sulla cima.
- Monte Roraima, di cui Il ricercatore Robert Schomburgk parlò allo scrittore scozzese Arthur Conan Doyle che vi ambientò il romanzo Il mondo perduto.
- Matawi, o Kukenan. È il tepui da cui sorge il fiume Kukenan, ed è considerato dagli indios Pemon come il luogo dei morti.
- Autana, alto 1300 metri.
- Sarisariñama, conosciuto per i suoi cenote che percorrono il tepui dalla cima verso il fondo, il più grande dei quali misura 350 metri in diametro e profondità.

## Flora
L'altopiano dei tepui è completamente isolato dalla foresta che si trova nelle terre circostanti, e questo li rende isole ecologiche con caratteristiche climatiche molto differenti. La temperatura è fresca e vi sono frequenti piogge; alla base dei tepui il clima è tropicale caldo e umido. Nei millenni l'isolamento ha portato allo sviluppo e all'evoluzione di specie endemiche. Alcuni dei cenote sono popolati da specie che si sono evolute in questi ambienti, considerati "isole dentro a isole". 
Sulle cime delle montagne alte oltre 1.000 metri si trovano foreste con orchidee, bromeliaceae e, su alcuni di queste, piante carnivore.
I terreni dei tepui sono poveri di sostanze nutrienti; di conseguenza le carnivore sono molto diffuse (v. heliamphore ed alcune specie di drosera). 

In genere, le specie vegetali mostrano un elevatissimo grado di endemismo, che raggiunge il 33% (cioè una specie ogni tre è unica di questo habitat). Sono presenti i generi Brecaria, Tepuia, Celiantha, Neblinantha, Pyrrorhiza, Comoliopsis e tanti altri .

## Fauna
L'ecoregione dei tepui ospita 186 specie di mammiferi, per lo più lungo le pendici di accesso alla base delle montagne. Tra gli altri, si trovano il giaguaro, il puma, alcuni opossum (Marmosa tyleriana, Didelphis ambiventris), un bradipo e alcuni pipistrelli.
Gli uccelli presentano una notevole diversità con 628 specie. Sulla sommità dei tepui ci sono numerose popolazioni di rettili (boa e serpenti corallo, ecc.) e anfibi .

## Popolazione
La regione dei tepui è quasi inabitata. La particolarità delle sommità dei tepui è che non hanno mai ospitato alcun insediamento permanente.

## Conservazione
Molti tepui sono situati all'interno del Parco nazionale di Canaima in Venezuela, patrimonio dell'umanità dall'UNESCO. Sul versante brasiliano è stato costituito il Parco nazionale del monte Roraima.